# FC Partizan Minsk
FC Partizan Minsk (en bielorruso: ФК Партызан) fue un club de fútbol de Bielorrusia, fue propiedad del comerciante ruso-lituano Vladimir Romanov, que también contaba con el club escocés, Hearts (de la Primera División escocesa) y el equipo campeón de la Primera división lituana, el FBK Kaunas. El equipo debutó en la primera división en 2004. Hasta 2010 se denominaba como MTZ-RIPO.

## Historia
El club fue fundado con el nombre de MTZ-RIPO en 2002, como una combinación de dos equipos de Minsk, participantes de la Segunda División bielorrusa: el FC Traktor Minsk, un club de 55 años de historia, y el Trudovye Rezervy-RIPO, un equipo basado en su reserva, con apenas una temporada en la segunda división. Al combinarse, el nuevo club logró contar con su propia escuela para jóvenes jugadores, financiada por el principal patrocinador, Minsk Tractor Works.
MTZ-RIPO Minsk comenzó a disputar la segunda liga (tercera división) en 2002. En su primera temporada, lograron salir campeones y ascender, lo mismo que la siguiente temporada en la primera liga (segunda división) en 2003. Por lo tanto, desde 2004 participa en la Primera División.
En 2005, el equipo logró consagrarse campeón de la Copa de Bielorrusia, lo que significó el primer título en la primera división. Este lo logró, al ganarle al FC BATE por 2-1 en la final. 3 años después, en 2008, logró revalidar título, tras ganarle por el mismo resultado al FC Shakhtyor, en la final.
El equipo anunció un nuevo nombre para 2010. Este, fue designado en enero de 2010. El 27 de enero, se anunció el nuevo nombre: FC Partizan Minsk.
A inicios de 2012 el comerciante Vladimir Romanov, el porincipal inversor del equipo, abandona al club por problemas legales personales, por lo que el club tuvo que liberar a varios de sus jugadores, y como consecuencia tuvo que abandonar la Liga Premier de Bielorrusia por problemas financieros.
En 2012 regresa para jugar en el Campeonato de Minsk con el nombre Partizan-MTZ Minsk, y para la temporada 2013 ya estaba en la Segunda Liga de Bielorrusia, donde al año en el que regresa a su nombre original Partizan Minsk, pero al finalizar la temporada 2014 el club cierra operaciones y desaparece.

## Palmarés
- Copa de Bielorrusia (2): 2005, 2008
- Segunda Liga (Tercera División Bielorrusa) (1): 2002
- Primera Liga (Segunda División Bielorrusa) (1): 2003

### Historia en copa y liga
| Temporada | División | Posición | PJ  | G  | E | P  | Goles  | Puntos | Copa Doméstica   | Notas     |
| --------- | -------- | -------- | --- | -- | - | -- | ------ | ------ | ---------------- | --------- |
| 2002      | 3°       | 1        | 24  | 22 | 2 | 0  | 102–21 | 68     |                  | Ascendido |
| 2003      | 2°       | 2        | 311 | 22 | 4 | 5  | 64–17  | 70     | Ronda de 32      | Ascendido |
| 2004      | 1°       | 14       | 312 | 7  | 9 | 15 | 36–57  | 30     | Ronda de 16      |           |
| 2005      | 1°       | 3        | 26  | 16 | 1 | 9  | 43–30  | 49     | Campeones        |           |
| 2006      | 1°       | 4        | 26  | 16 | 3 | 7  | 54–24  | 51     | Ronda de 16      |           |
| 2007      | 1°       | 5        | 26  | 11 | 9 | 6  | 32–25  | 42     | Cuartos de final |           |
| 2008      | 1°       | 3        | 30  | 17 | 6 | 7  | 65–37  | 57     | Campeón          |           |
| 2009      | 1°       | 11       | 26  | 8  | 6 | 12 | 34–38  | 30     | Cuartos de final |           |
| 2010      | 1°       |          |     |    |   |    |        |        | Cuartos de final |           |

- 1 Incluye partido adicional (derrota 1–2) frente al Lokomotiv Vitebsk por el primer puesto.
- 2 Incluye partido adicional (victoria 4–1) frente al Lokomotiv Vitebsk por el 14° puesto.

## Participación en competiciones europeas
| Temporada | Competición               | Ronda                    | Rival                 | Cómputo global | Local      | Visitante |
| --------- | ------------------------- | ------------------------ | --------------------- | -------------- | ---------- | --------- |
| 2005-06   | Copa UEFA                 | 1.ª Ronda Clasificatoria | Ferencváros           | 3-2            | 1-2        | 2-0       |
| 2005-06   | Copa UEFA                 | 2.ª Ronda Clasificatoria | FK Teplice            | 2-3            | 1-1        | 1-2       |
| 2006      | Copa Intertoto de la UEFA | 1.ª Ronda                | FC Shakhter Karagandá | 6-4            | 1-3        | 5-1       |
| 2006      | Copa Intertoto de la UEFA | 2.ª Ronda                | FC Moskva             | 0-3            | 0-1        | 0-2       |
| 2008-09   | Copa UEFA                 | 1.ª Ronda Clasificatoria | MŠK Žilina            | 2-3            | 2-2        | 0-1       |
| 2009-10   | UEFA Europa League        | 1.ª Ronda Previa         | Sutjeska              | 3-2            | 2-1 (t.e.) | 1-1       |
| 2009-10   | UEFA Europa League        | 2.ª Ronda Previa         | Metalurh              | 1-5            | 1-2        | 0-3       |

## Jugadores

### Actual Equipo
- Actualizado a abril de 2009.

### Exjugadores importantes
- Hamlet Mkhitaryan
- Taïna Adama Soro
- Irmantas Zelmikas
- Sergiu Japalau

### Exentrenadores importantes
- Andrei Zygmantovich
- Eduard Malofeev
- Yuri Puntus
- Alexandr Piskarev